# Stanny Van Paesschen
Stanny Van Paesschen (ur. 24 kwietnia 1957 w Ekerenf) – belgijski jeździec sportowy. Brązowy medalista olimpijski z Montrealu.
Brał udział w trzech igrzyskach olimpijskich (IO 76, IO 96, IO 04). Startował w skokach przez przeszkody. W 1976 był trzeci w konkursie drużynowym. Startował na koniu Porsche. W skład belgijskiej reprezentacji wchodzili również François Mathy, Eric Wauters i Edgar-Henri Cuepper.